# Glenn Davis (football américain)
Pour les articles homonymes, voir Glenn Davis et Davis.
(en) Statistiques sur pro-football-reference
Glenn Woodward Davis (né le 26 décembre 1924 et décédé le 9 mars 2005) était un joueur de football américain qui remporta le Trophée Heisman en 1946.

## Biographie
Glenn Davis s’illustre particulièrement lors de sa carrière universitaire au sein de l’équipe de l’US Army. Entre 1944 et 1946, son équipe n’enregistre qu’une seule défaite pour 27 victoires. Davis inscrit 59 touchdowns durant cette période, et détient toujours d’un record en matière de courses : en 1945, ce running back enregistre une moyenne de 11,5 yards gagnés par course. En 1946, il reçoit le Trophée Heisman, couronnant le meilleur joueur universitaire de la saison. Il effectue ensuite ses trois années de service militaire, US Army oblige, avant de rejoindre les Rams de Los Angeles. Sa carrière professionnelle tourne court ; dès 1952 il est contraint d’y mettre un terme à la suite d'une blessure grave au genou.